# Granada (Nicarágua)
Granada é uma cidade localizada às margens do Lago Cocibolca, na costa oeste da Nicarágua. Granada é a capital do departamento de Granada, sua população estimada em 2004 era de 110.000 habitantes, a maioria descendentes de europeus e mestiços de descendentes de europeus. 
Granada foi fundada em 1524 por Francisco Hernandes de Córdoba. Foi uma das primeiras cidades fundadas por europeus em terra firme do continente americano. 
É considerada um dos 25 lugares do mundo que não se deve deixar de visitar. Sua arquitetura colonial e neoclássica são belas e bem conservadas. 